# سیکوتوکسین
سیکوتوکسین (به انگلیسی: Cicutoxin) با فرمول شیمیایی C۱۷H۲۲O۲ یک ترکیب شیمیایی است؛ که جرم مولی آن ۲۵۸٫۳۵ g/mol می‌باشد.